# Heteronyx neglectus
Heteronyx neglectus är en skalbaggsart som beskrevs av Blackburn 1910. Heteronyx neglectus ingår i släktet Heteronyx och familjen Melolonthidae. Inga underarter finns listade i Catalogue of Life.